# Мугулахчай
Мугулахчай — река в России, протекает по территории Ахтынского района Республики Дагестан. Длина реки составляет 15 км. Площадь водосборного бассейна — 59,9 км².

## География
Река стекает ручьями с западного склона горы Шалбуздаг, падая в ущелье Магулахчая. Затем река течёт по дну узкого ущелья в северном направлении, получая многочисленные притоки ручьев, и впадает в реку Ахтычай в 6 км от устья, в черте села Курукал.

## Население
У истоков реки находится село Ухул, у устья стоит село Курукал, оба села населены лезгинами.
Исторически река являлась главной водной артерией Докузпаринского вольного общества, 6 из 9 сёл которого располагались в бассейне реки.

## Данные водного реестра
По данным государственного водного реестра России относится к Западно-Каспийскому бассейновому округу, водохозяйственный участок реки — Самур, речной подбассейн реки — Ахтычай. Речной бассейн реки — Самур.
Код объекта в государственном водном реестре — 07030000412109300002460.